# Styrvolt
Styrvolt færøsk Stýrivolt, fra nedertysk Stürewold "vildt hæmningsløst menneske", er et gammelt skandinavisk kortspil, der i nutiden næsten kun er kendt på Færøerne.
Stýrivolt stammer fra det tyske "Karnöffelspil" og kom formodentlig til Danmark i det 17. århundrede.
Spillet har været spillet på Færøerne siden det 18. århundrede og er nævnt i Jens Christian Svabos Indberetninger fra en Reise i Færöe, 1781 – 1782. Det danske Styrvoltspil er beskrevet i et eksemplar fra 1774, som findes på Det Kongelige Bibliotek i København: Politiske Spille Regler for de tilladelige og mest brugelige Spil i Vertshusene. Det fremgår at det færøske Stýrivolt kun har ændret sig lidt fra det danske spil.
Stýrivolt spilles af fire personer, som deler sig i to hold. Kortene findes i to udvalgte farver som ligner Trumf, men er anderledes end Trumf og andre kortspil med følgende: 
- Kun bestemte kort af en udvalgt farve har en særlig magt,
- som kun nogle trumfkort kan stikke bestemte kort af en anden farve,
- og kun andre trumfkort, hvis de har magt og kan føre til et stik.

Nogle af de færøske Stýrivolt begreber stammer direkte fra det tyske Stürewold, som f.eks. karniffil fra Karnöffel, eller pavstur (fra "Papst").
Stýrivolt spilles i nutiden sjældent på Færøerne og er ifølge en artikel i det færøske kulturtidsskrift Varðin fra 1975 i fare for at uddø, mens det i Danmark ikke spilles mere. Samme artikel beskriver Stýrivolt som et kompliceret spil, men også meget underholdende, når man har lært alle specialbegreberne. Artiklen beskriver de regler, man spiller efter i bygden Kvívík. I 1998 blev artiklen oversat til engelsk (se Litteratur). 